# Buthiers (Haute-Saône)
Buthiers ist eine Gemeinde im französischen Département Haute-Saône in der Region Bourgogne-Franche-Comté.

## Geographie
Buthiers liegt auf einer Höhe von 225 m über dem Meeresspiegel, neun Kilometer südsüdwestlich von Rioz und etwa zwölf Kilometer nördlich der Stadt Besançon (Luftlinie). Das Dorf erstreckt sich im Süden des Départements am nördlichen Rand der Talebene des Ognon, nahe der Mündung der Buthiers, nördlich des Höhenzuges des Fort de la Dame Blanche (Grande Côte).
Die Fläche des 5,69 km² großen Gemeindegebiets umfasst einen Abschnitt des mittleren Ognon-Tals. Die südliche Grenze verläuft meist entlang dem Ognon. Dieser fließt hier mit mehreren Mäandern durch eine Alluvialebene, die eine Breite von ungefähr zwei Kilometern aufweist und durchschnittlich auf 220 m liegt. Bei Buthiers mündet von Nordwesten her der gleichnamige Bach Buthiers, der westlich des Dorfes zu einem Weiher (Naturschutzgebiet) aufgestaut ist. Vom Flusslauf erstreckt sich das Gemeindeareal nordwärts über die Talebene in die offene Talmulde der Buthiers. Diese Mulde wird auf beiden Seiten von waldigen Höhen flankiert, die aus einer Wechsellagerung von kalkigen und sandig-mergeligen Schichten aus der oberen Jurazeit bestehen. Mit 310 m wird in der Forêt de Sorans die höchste Erhebung von Buthiers erreicht.
Zu Buthiers gehört der Weiler Avouaye-Dessus (250 m) in einer Rodungsinsel im Tal der Buthiers. Nachbargemeinden von Buthiers sind Perrouse im Norden, Mérey-Vieilley im Osten, Bonnay im Süden sowie Voray-sur-l’Ognon im Westen.

## Geschichte
Im Mittelalter gehörte Buthiers zur Freigrafschaft Burgund und darin zum Gebiet des Bailliage d’Amont. Die Adelsfamilie Buthiers wird im Jahr 1140 erstmals schriftlich erwähnt. Ihr oblag die lokale Herrschaft, die 1494 an die Herren von Scey überging. Zusammen mit der Franche-Comté gelangte Buthiers mit dem Frieden von Nimwegen 1678 definitiv an Frankreich. Im Jahr 1805 wurde das vorher selbständige Avouay (1800: 54 Einwohner) nach Buthiers eingemeindet. Heute ist Buthiers Mitglied des 33 Ortschaften umfassenden Gemeindeverbandes Communauté de communes du Pays Riolais.
Der Maler und Bürgermeister des Dorfes Jean-Adolphe Chudant (1860–1929) malte in Buthiers und in Algerien.

## Sehenswürdigkeiten
Die Dorfkirche von Buthiers wurde im 18. Jahrhundert neu errichtet. Überwiegend aus dem 17. Jahrhundert stammt der heutige Bau des Schlosses, das einen mittelalterlichen Bergfried (15. Jahrhundert) und zwei viereckige Türme besitzt. Es steht in einem großen Park mit Orangerie und chinesischem Pavillon.

## Bevölkerung
| Jahr                       | 1962 | 1968 | 1975 | 1982 | 1990 | 1999 |
| Einwohner                  | 147  | 144  | 172  | 181  | 241  | 296  |
| Quellen: Cassini und INSEE |      |      |      |      |      |      |

Nachdem die Einwohnerzahl in der ersten Hälfte des 20. Jahrhunderts deutlich abgenommen hatte (1891 wurden noch 244 Personen gezählt), wurde seit Beginn der 1970er Jahre wieder ein kräftiges Bevölkerungswachstum verzeichnet. Seither hat sich die Einwohnerzahl verdoppelt.

## Wirtschaft und Infrastruktur
Buthiers war bis weit ins 20. Jahrhundert hinein ein vorwiegend durch die Landwirtschaft (Ackerbau, Obstbau und Viehzucht) und die Forstwirtschaft geprägtes Dorf. Heute gibt es verschiedene Betriebe des lokalen Kleingewerbes. In den letzten Jahrzehnten hat sich das Dorf zu einer Wohngemeinde gewandelt. Viele Erwerbstätige sind deshalb Pendler, die in den größeren Ortschaften der Umgebung und in der Agglomeration Besançon ihrer Arbeit nachgehen.
Der Ort ist verkehrstechnisch gut erschlossen. Er liegt nahe der Hauptstraße N57, die von Besançon nach Vesoul führt. Der nächste Anschluss an die Autobahn A36 befindet sich in einer Entfernung von ungefähr 11 km. Weitere Straßenverbindungen bestehen mit Cromary und Bonnay.